# MCRS1
MCRS1‏ (Microspherule protein 1) هوَ بروتين يُشَفر بواسطة جين MCRS1 في الإنسان.